# Иван Гуво
Иван Гуво (Чапорице код Сиња, 2. фебруар 1910 — 1992) био је учесник Народноослободилачке борбе, пуковник ЈНА, друштвено-политички радник СР Хрватске и народни херој Југославије.

## Биографија
Рођен је 2. фебруара 1910. године у селу Чапорице код Сиња, у сиромашној сељачкој породици. Након завршене основне школе, радио је по фабрикама у Осијеку, Вуковару, Борову и Винковцима. Био је активан у УРСС-овим синдикатима.
По капитулацији Југославије 1941, вратио се из Вуковара у Далмацију. У Сињу се повезао са локалним руководством Народноослободилачког покрета. Прикупљао је оружје и остали материјал до избијања оружаног устанка. Исте године постао је члан Комунистичке партије Југославије. Радио је илегално до 10. фебруара 1942, након чега је ступио у Динарски партизански одред у чијем је формирању и учествовао.
Као командир вода, учествовао је у нападу на жандармеријску станицу Тијарице, када је био рањен, и у рушењу моста у Триљу. У локалној офанзиви априла 1942, Иван и његов вод из заседе су напали италијанске фашисте на путу Хрваце—Рибарић и присилили их на повлачење. Сутрадан је непријатељ дошао са још јачим снагама, али их је Гувин вод успео да протера преко Цетине. Запленили су четири камиона и разни други материјал. Маја 1942, када су италијански војници напали Вјешића гору и опколили партизански логор, Гуво се са групом бораца пробио иза њихових линија и напао их слеђа.
Након формирања Прве далматинске бригаде, Гуво је био постављен за командира чете, а потом за заменика команданта и команданта батаљона, те команданта Једанаесте далматинске бригаде. Учествовао је у акцијама код Вагња, Дувна и Јајца. Тада су Гуво и неколико других партизана штитили повлачење Прве далматинске бригаде пред немачким снагама.
Учествовао је у борбама код Прозора, Горњег Вакуфа, Никшића, на Сутјесци и Зеленгори, као и у борбама 26. далматинске дивизије за ослобођење Далмације, Босне и Херцеговине, Лике, Хрватског приморја, Истре и Трста. У саставу Једанаесте бригаде, Гуво је учествовао у акцијама у Корушкој, где је био заробљен велик број окупационих снага и домаћих сарадника и заплењена велика количина наоружања и опреме.
Једанаеста бригада је из Корушке била пребачена у Тетово. Гуво се налазио на дужности команданта Једанаесте бригаде до 1947. године, када је отишао у Пешадијску официрску школу у Сарајеву. Након завршетка школе 1948, био је постављен за команданта пука до 1950. године. После тога је постао директор фабрике „Чајавец“ у Бањалуци. Налазио се и на дужности персоналног референта Генералне дирекције ваздухопловства. Завршио је Вишу војну академију ЈНА, након чега је постављен на дужност начелника Првог одељења Прве армијске области. Пензионисан је 1956. године у чину пуковника ЈНА.
Године 1958, био је изабран за народног заступника Сабора СР Хрватске. Био је активан у организацији Савеза бораца НОР-а, резервних војних старешина и у месној заједници где је живео. Био је члан многих друштвено-политичких организација.
Умро је 1992. године и сахрањен је у Алеји народних хероја на Новом гробљу у Београду.
Носилац је Партизанске споменице 1941. и више југословенских и страних одликовања, међу којима је пољски Партизански крст. Орденом народног хероја одликован је 27. новембра 1953. године.